# Hermann Kemper
Hermann Kemper (Nortrup in Osnabrück, 5 april 1892 - ?, 13 juli 1977) was de Duitse uitvinder van de magneetzweeftrein.
Kemper, een Diplom-Ingenieur uit Nortrup liet in 1934 patent aanvragen onder nummer 643316 voor de uitvinding van een "Zweefbaan met voertuigen zonder wielen, welke door magnetische velden zwevend en verplaatst worden".
In 1972 ontving hij een onderscheiding voor zijn verdiensten voor Duitsland